# Angelo Bruno (Radsportler)
Angelo Bruno (* ; † 2021) war ein italienischer Radrennfahrer.

## Sportliche Laufbahn
Bruno war Bahnradsportler. Er wurde 1969 nationaler Meister im Sprint der Amateure.
1966 siegte er im Grand Prix de Paris vor Daniel Morelon. Nach seinem Sieg in der italienischen Meisterschaft bestritt er noch einige Länderkämpfe im Bahnradsport. Nach ausbleibenden Erfolgen beendete er seine Laufbahn 1970.